# Cuerpo lamelar

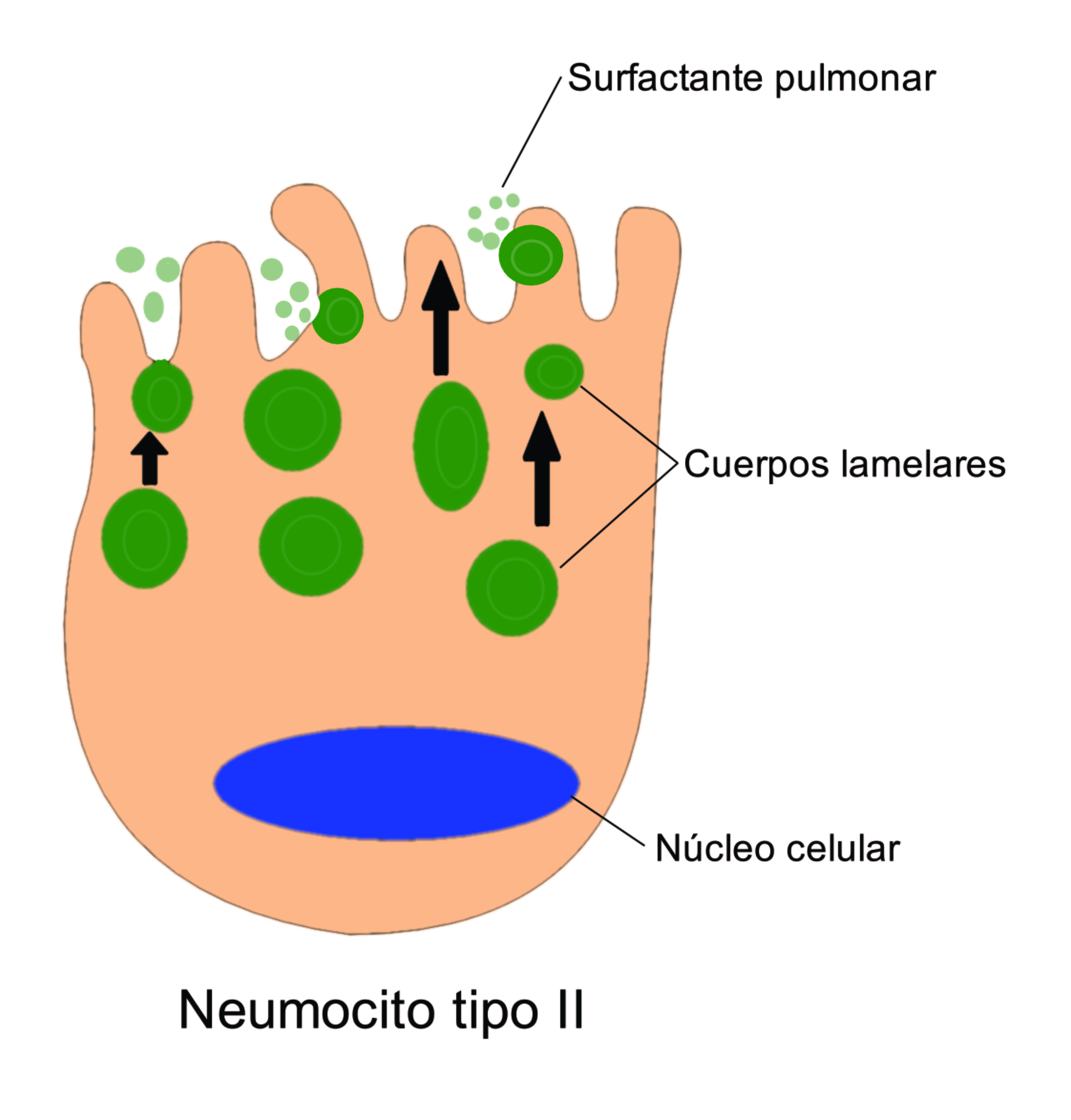
Esquema de un neumocito tipo II en el que son visibles los cuerpos lamelares.

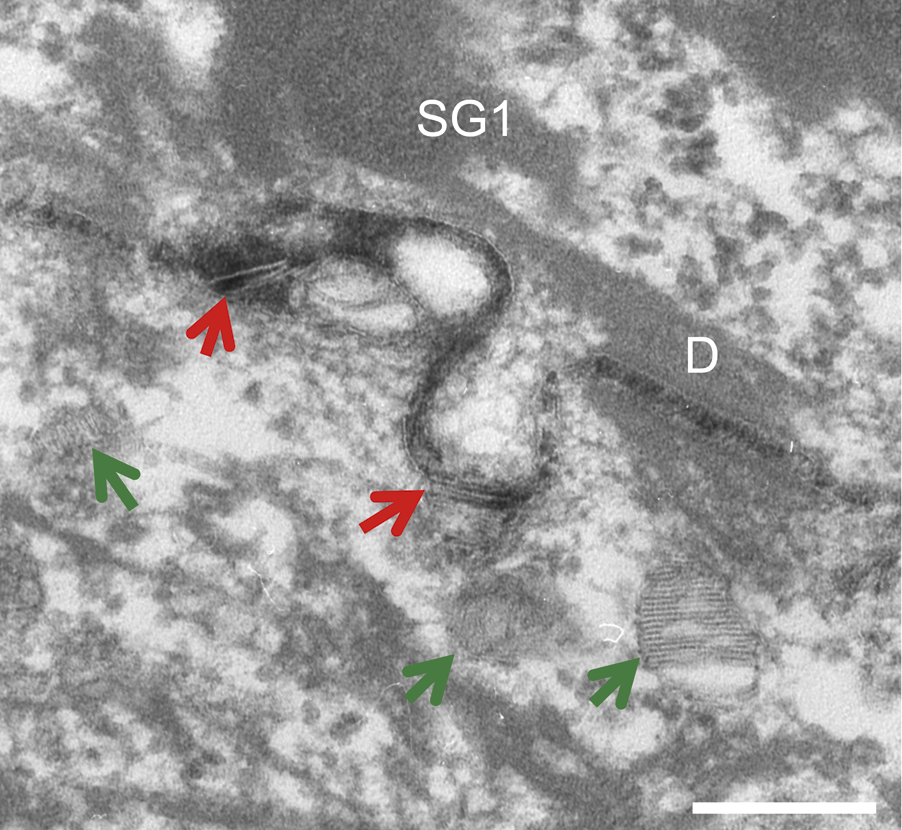
Cuerpos lamelares dentro del citoplasma (flechas verdes) y unidos a la membrana celular para secretar su contenido al exterior (flechas rojas).

En biología, los cuerpos lamelares, también llamados gránulos lamelares,  son orgánulos secretores que se encuentran en el interior de diferentes tipos de células, principalmente en los neumocitos tipo II del pulmón y en los queratinocitos de la piel. Son estructuras con forma alargada que miden  300-400 nm de largo y 100-150 nm de ancho, son visibles mediante el microscopio electrónico.  Los cuerpos lamelares de los neumocitos tipo II contienen surfactante pulmonar y se fusionan con la membrana exterior de la célula mediante un proceso de exocitosis, liberando el surfactante en el alvéolo pulmonar.

## Descripción
Los cuerpos lamelares son orgánulos intracelulares especializados y tienen la función de almacenamiento y secreción de ciertas sustancias lipídicas como el surfactante pulmonar. La secreción se realiza por un proceso de exocitosis que se inicia mediante la fusión de la membrana del orgánulo con la de la célula, lo que permite que la sustancia almacenada en el interior del cuerpo lamelar se libere al exterior. Un neumocito tipo II contiene entre 120 y 180 cuerpos lamelares que se forman y destruyen en un proceso continuado.

## Función en pulmón
Los cuerpos lamelares de los neumocitos son muy importantes para el correcto funcionamiento del pulmón, ya que secretan el surfactante pulmonar. Los recién nacidos prematuros, no tienen máduro el tejido pulmonar, por lo que no secretan suficiente cantidad de surfactante, lo que provoca una enfermedad que se conoce con el nombre de enfermedad de la membrana hialina que cursa con insuficiencia respiratoria.

## Función en piel
La piel está formada por diferentes capas celulares superpuestas. Las células del estrato espinoso y granuloso son queratinocitos que cuentan con cuerpos lamelares. Cuando los queratinocitos maduran y pasan al estrato córneo situado más superficial, se libera el contenido de los cuerpos lamelares que contienen diferentes sustancias, principalmente ácidos grasos libres y ceramidas. Estos compuestos son de gran importancia para la cohesión e hidratación de la piel, así como el mantenimiento de su función de barrera.